# Charles Hamilton (guérisseur)
Pour les articles homonymes, voir Charles Hamilton et Hamilton.
Charles Hamilton est un guérisseur écossais et le premier cas documenté sous la dénomination de female husband (mari féminin) dans l'Angleterre du XVIIIe siècle, une personne transformiste qui née Mary Hamilton vit en tant qu'homme sous le nom de Charles Hamilton et épouse légalement une femme nommée Mary Price. Lorsque Price commença à douter de la virilité de Hamilton, Hamilton fut poursuivi pour vagabondage et condamné en 1746 à une flagellation et à six mois de prison.
Les dossiers qui subsistent de l'affaire indiquent que Hamilton a été poursuivi pour vagabondage, mais en réalité c'est le fait qu'il ait eu des relations sexuelles avec pénétration et une intimité sexuelle qui est en jeu, incitant l'opinion publique à demander une punition sévère pour ce qui était considéré comme une tromperie.
Les journaux de l'époque affirment qu'il s'est marié 14 fois. Un compte-rendu de 1746 dans le The Newgate Calendar donne d'autres détails controversés.
Henry Fielding publie un récit romancé de l'affaire sous le titre The Female Husband. Le terme female husband devient ensuite courant dans la presse américaine et britannique pour documenter des comportements qui seront plus tard stigmatisés par les sexologues,.
Hamilton n'est pas le premier « female husband » documenté, mais c'est la première fois que le terme est employé pour décrire une personne assignée femme à la naissance épousant une femme et étant décrite comme une female husband.

## Biographie
Hamilton est né à Somerset et grandit en Écosse. Ses parents sont William et Mary Hamilton. À l'âge de 14 ans, Hamilton commence à porter des vêtements masculins empruntés à son frère.
Hamilton étudie avec deux médecins pendant son apprentissage. L'un d'eux est le Dr Edward Green, qui se présente comme un « opérateur et occultiste » mais est surtout connu comme guérisseur. Hamilton aide Green à produire les composés médicaux de ses remèdes, à collecter les fournitures nécessaires et à vendre les remèdes pour diverses maladies : cancer, lèpre, fistules et scorbut. À cette époque, les médecins itinérants étaient parfois bien considérés, et le Dr Green offre même ses services dans le cadre de l'application des Poor Laws pour soigner les personnes pauvres de diverses maladies, dont la fistule, tout en étant payé deux guinées.
Après avoir servi le Dr Edward Green pendant deux à trois ans, Hamilton est employé par le Dr Finley Green pour la dernière année d'apprentissage.
Hamilton commence à travailler en offrant ses services en tant que guérisseur, tout en voyageant et en vendant des médicaments et des conseils médicaux dans le sud-ouest de l'Angleterre, vêtu de vêtements pour hommes, portant des jabots, des culottes et une perruque. À l'époque, le roi George II faisait face à la rébellion et à la guerre des Jacobites des Highlands écossais. Il a fait adopter le Dress Act (en) interdisant aux hommes écossais de porter leur tenue traditionnelle et les armes traditionnelles des Highlands. Les vêtements de Hamilton étaient considérés comme typiquement britanniques, contrairement aux traditions écossaises, ce qui pouvaient également être considérées comme un choix culturel conscient. Voyager signifie qu'Hamilton peut facilement changer de lieu en cas de suspicion, et son travail lui permet de vivre décemment.
Hamilton loue une chambre à une veuve nommée Mary Creed et entame une relation amoureuse avec sa nièce Mary Price. Le 16 juillet 1746, Charles Hamilton épouse Mary Price à Wells, en Angleterre. Le couple voyage ensemble pendant deux mois, avant que Mary Price ne décide qu'elle a été trompée, Hamilton faisant croire être un homme, et elle dénonce son mari aux autorités de Glastonbury. Hamilton est arrêté et jugé pour fraude.
Avant cela, le couple avait eu de nombreux rapports sexuels avec pénétration, et les historiens se sont demandé comment cela pouvait être possible. Les suppositions sont diverses, partant du fait que Price pouvait être une vierge ignorante des questions sexuelles, ou qu'Hamilton peut avoir utilisé des godemichets ou ses mains pendant les rapports sexuels pour la pénétrer. Cette pratique satisfait Price pendant des mois avant qu'elle ne commence à remettre en question la virilité de son mari.

## L'affaire judiciaire
En 1746, Hamilton est référé aux Quarter Sessions d'été à Taunton, Somerset,. Selon le rapport du journal local, « Il y eut un grand débat pendant un certain temps au tribunal sur la nature de son crime et comment le dénommer, mais il a finalement été convenu qu'elle devrait être accusée de fraude ». Au moment du procès, il n'y a pas de procédure légale claire pour engager des poursuites dans de tels cas. Les dossiers montrent que ce n'était pas tant le fait que Hamilton s'habillait et travaillait comme un homme qui posait problème, mais plutôt le fait d'avoir eu des relations sexuelles avec pénétration en endossant le rôle d'un homme.
Hamilton est inculpé en vertu de la loi sur le vagabondage de 1744. Cet acte visait à poursuivre le manque d'emploi ou les attitudes considérée trompeuses, principalement liées à des moyens trompeurs d'acquérir de l'argent. Cependant, les charges retenues contre les personnes poursuivies pour vagabondage étaient vagues et diverses, elles étaient perçues comme un moyen de maintenir l'ordre en restreignant la mobilité des populations pauvres et en consolidant des normes de genre et de sexualité qui n'étaient pas précisément nommées,,. De fait, Hamilton est détenu avec des hommes accusés de crimes de bâtardise ou de contrevenir à un règlement sous la garde de William Hodges. Les autorités souhaitent contrôler la mobilité et la sexualité des personnes étrangères à la communauté, craignant qu'ils n'assument pas leurs responsabilités envers les femmes et les enfants que ces hommes avaient. Le cas de Hamilton est le seul qui n'implique pas une situation de paternité, d'argent ou de bâtardise. Au cours du procès, des membres de la communauté de Hamilton écrivent une lettre au greffier demandant une punition sévère. Ils veulent s'assurer que Hamilton ne puisse plus jamais revivre en tant qu'homme et les humilier publiquement.

### Dépositions

#### Déposition de Charles Hamilton
Selon la propre déposition de Hamilton, il est né à Somerset, et est l'enfant de Mary et William Hamilton. Sa famille déménage en Écosse. Quand il a quatorze ans, il utilise les vêtements de son frère pour se faire passer pour un garçon, et se rend dans le Northumberland pour entrer au service du Dr Edward Green (décrit dans la déposition comme un « guérisseur ») et plus tard de Dr Finey Green. Il étudie pour devenir « médecin guérisseur » en tant qu'apprenti des deux praticiens sans licence. En 1746, il s'installa à Wells et fonde son propre cabinet médical sous le nom de Charles Hamilton. Il rencontre Mary Price, une parente de sa logeuse, qu'il épouse en juillet 1746. Le mariage dure deux mois avant que le soi-disant « vrai sexe » de Hamilton ne soit découvert et Hamilton est arrêté.

#### Déposition de Mary Price
Une déposition de Mary Price indique qu'après le mariage, elle et Hamilton voyagent pour vendre des médicaments. Pendant le mariage, Hamilton « entre plusieurs fois dans son corps, ce qui fait croire à cette personne, dans un premier temps, que Hamilton est un homme véritable, mais elle a bientôt des raisons de penser que Hamilton n'est pas un homme, mais une femme ». À Glastonbury, Price confronte Hamilton, qui admet la vérité. Price signale l'affaire et Hamilton est arrêté.

### Condamnation
Les juges rendent leur verdict : « le prisonnier au barreau est un tricheur rare et notoire, et nous, la Cour, la ou le condamnons, quel qu'il soit réellement, à être emprisonné six mois, et pendant ce temps à être fouetté dans les villes de Taunton, Glastonbury, Wells et Shepton Mallet. »,.
Le rapport dans le Newgate Calendar conclut «Et Mary, monopolisatrice de son propre sexe, est emprisonnée et fouettée en conséquence, dans la rigueur de l'hiver de l'année 1746.».
L'affaire judiciaire est représentative de la pression exercée par la communauté pour déclencher une réponse juridique des tribunaux pour punir l'intimité sexuelle en dehors du mariage et pour stabiliser les différences sexuelles dans un contexte où il n'y a pas d'infractions juridiques claires définies par les lois existantes pour les cas de « female husbands ». Hamilton devient le premier cas connu de femme trompant une autre femme dans un mariage frauduleux.

### Rapports de journaux
En plus des propres dépositions de Hamilton et Price, il existe plusieurs rapports sur l'affaire dans le journal local, le Bath Journal. Le premier d'entre eux indique qu'après que la nouvelle de l'arrestation ait été diffusée, de nombreuses personnes se sont rendues à la prison pour jeter un coup d'œil à Hamilton, qui aurait été très « audacieux et impudent ». Il est ajouté qu'« il est publiquement dit qu'elle a trompé plusieurs membres du beau sexe en les épousant ». L'auteur promet de faire une nouvelle enquête sur ces allégations pour un compte-rendu ultérieur. Un autre article indique que Hamilton est né à Yeovil. Un autre encore affirme qu'au procès, le procureur, M. Gold, avait allégué dans sa déclaration liminaire que Hamilton s'était marié quatorze fois.
Le dernier article est publié dans le Daily Advertiser le 12 novembre, où il est probablement lu par Henry Fielding.

Quelques mois plus tard, l'affaire est reprise par la presse américaine. Le Boston Weekly Post publie l'article en février 1747 indiquant la difficulté du tribunal à nommer et à définir le crime :
Mary Hamilton a été jugée pour avoir prétendu être un homme et avoir épousé 14 femmes, dont la dernière, Mary Price, a déposé devant le tribunal qu'elle était mariée au prisonnier et qu'elle avait vécu comme mari et femme pendant un quart d'année, temps pendant lequel elle a pensé que le prisonnier était un homme, en raison des pratiques viles et trompeuses du prisonnier. Après un débat sur la nature du crime et comment le qualifier, il a été convenu qu'elle était une tricheuse notoire peu commune, et elle a été condamnée à être fouettée publiquement.
L'histoire de Hamilton fait sensation en raison de l'affirmation (fausse) selon laquelle il aurait eu 14 femmes, ce qui rend l'histoire très visible. Il était laissé à l'imagination du lectorat de deviner ce que pouvaient être les « pratiques viles et trompeuses », car elles n'étaient pas définies avec précision.

## La version de Fielding:The female husband
En 1746, Fielding publie anonymement le pamphlet The Female Husband, qui donne un récit différent de la vie d'Hamilton. Fielding est lui-même le fils d'un juge et a été formé et travaillé dans le domaine du droit, contribuant à la création de la force de police de Londres. L'auteur affirme avoir obtenu ses informations de la bouche d'Hamilton. Cependant, il est probable qu'il n'a jamais rencontré la personne dont il fait la satire dans son travail. Il indique qu'Hamilton est né en 1721 sur l'île de Man, fille d'un ancien sergent de l'armée qui avait épousé une femme ayant du bien sur l'île. Hamilton aurait grandi dans les principes les plus stricts de la vertu et de la religion, mais aurait été initié à de « viles amours» par son amie Anne Johnson, une méthodiste enthousiaste, et « des transactions qu'il ne fallait pas mentionner avaient eu lieu ». Quand Anne quitte Hamilton pour un homme, Hamilton cherche une autre amante. et prend des habits d'hommes, pour prétendre être un prédicateur méthodiste. Il rencontre rencontre Mme. Rushford, une riche veuve de 68 ans qui le prend pour un garçon d'environ 18 ans. Tenté par l'argent qu'elle obtient en tant que «mari», Hamilton épouse Mme. Rushford. Selon Fielding, Hamilton a pu tromper sa fiancée par des moyens « que la décence interdit même de mentionner ». Cependant, la mariée découvre finalement le sexe de Hamilton et Hamilton est obligé de fuir.
Hamilton utilise divers autres pseudonymes pour épouser d'autres femmes, mais est à plusieurs reprises obligé de fuir lorsque la ruse est découverte. Dans au moins trois cas, il vit pendant un certain temps sans être découvert. Enfin, se faisant passer pour un médecin, il épouse Mary Price, une jeune fille de 18 ans. Le mariage est apparemment heureux jusqu'à ce que, alors que Hamilton visite Glastonbury, il soit reconnu par quelqu'un d'un précédent "mariage". Mary ne veut pas le croire, mais sa mère s'assure que Hamilton est arrêté et poursuivi. Il est condamné à la prison et à quatre flagellations publiques dans les bourgs du Somerset. Fielding affirme que « le soir même où elle a subi la première flagellation, elle offrit de l'argent au geôlier pour lui procurer une jeune fille pour satisfaire ses désirs les plus monstrueux et contre nature ».
Le texte de Fielding est republié avec des modifications en 1813, encore une fois de manière anonyme, sous le titre The surprising adventures of a female husband! Containing the whimsical amours, curious incidents, and diabolical tricks of Miss M. Hamilton, alias Mr. G. Hamilton, alias Minister Bentley, Mr. O'Keefe, alias Mrs. Knight, the Midwife, &c. . . . Cette version moins connue comporte de nombreuses modifications, notamment un titre plus sensationnel et des modifications du contexte historique et culturel. La brochure est peu coûteuse et plus que probablement achetée par des hommes et des femmes de différents statuts sociaux. Fielding met en scène des parties exagérées et romancées de l'histoire afin de maintenir l'intérêt du public et d'inciter des gens à lire qui d'eux-mêmes n'auraient pas été intéressés par la fiction érotique.
La version de Fielding de The Female Husband est intéressante par son utilisation des pronoms. Lorsque Hamilton se fait passer pour un homme, Fielding utilise « il/lui », ce qui pourrait sembler que l'auteur reconnaît ce genre. Dans la version de Fielding, la lecture peut être rendu confuse par l'utilisation du genre : « Arrivée en ville depuis peu de temps, elle fit la connaissance d'une certaine Mary Price, une fille d'environ dix-huit ans et d'une beauté extraordinaire. Avec cette fille, déclara cette méchante femme depuis qu'elle était emprisonnée, elle avait vraiment été aussi amoureuse qu'il était possible pour un homme de l'être jamais avec des personnes de son sexe." . L'utilisation de la grammaire de Fielding ici confond la question du genre ; « l'homme » et « elle » renvoient tous deux à Hamilton, ou à la « méchante femme » qui de fait se confie à Fielding depuis la cellule de sa prison. Cependant, dans le pamphlet publié au XIXe siècle, l'auteur corrige cette ambiguïté, ajoutant souvent des italiques pour souligner le choix du pronom. Non seulement la brochure du XIXe siècle se réfère systématiquement à Hamilton avec un pronom féminin, mais l'auteur attire l'attention sur ce choix en utilisant des italiques qui ne sont utilisés que lorsqu'un pronom masculin est indiqué pour le personnage masculin de Hamilton. Alors que dans le texte précédent, Fielding joue avec l'idée que les femmes pourraient trouver Hamilton attirante en raison de sa féminité, chaque fois que son « sexe » est découvert dans sa brochure, la relation se termine brusquement et Fielding exploite plus subtilement les possibilités de suggestion, parvenant en même temps à maintenir un ton de réprimande morale. Il a été avancé que Fielding a fusionné les conventions de biographies criminelles qui étaient populaires à son époque, avec celles de complot comique du mariage (un aspect qui gagnait lentement du terrain dans la fiction également).

### Authenticité des comptes rendus
Bien que le récit de Fielding soit le seul récit complet de la vie de Hamilton avant son arrestation, on ne sait pas à quel point il est romancé. L'historien Louis Crompton le décrit comme ayant probablement « une part de vérité pour dix parts de fiction ». Sheridan Baker indique à propos du livret de 23 pages : « Je pense qu'il est assez prudent de considérer les vingt premières pages de The Female Husband comme une pure fiction de Fielding. Et dans les trois dernières pages, comme l'indiquent les dossiers de l'affaire, la fiction n'est pas tout à fait absente.». Il rejette l'affirmation de Fielding selon laquelle il aurait interviewé Hamilton, affirmant qu'« il semble certain » qu'aucun entretien de ce type n'a eu lieu et qu'il n'était pas présent au procès. Il note que de nombreux éléments de la « vie » de Hamilton telle que décrite par Fielding semblent être conformes aux intrigues de ses romans, et que même les détails de l'affaire judiciaire, qui peuvent être vérifiés par rapport au dossier, contiennent des éléments manifestement faux, et découlent probablement d'une mauvaise interprétation de phrases dans les articles de journaux. Il est possible que Fielding ait obtenu des détails du procureur Henry Gould (mal orthographié comme "M. Gold" dans les journaux), qui était son cousin, mais Baker pense que cela est improbable, d'autant plus que Fielding lui-même copie les journaux en orthographiant mal le nom. Étant donné que les détails de la vie de Hamilton tels que rapportés par Fielding contredisent sa déposition sous serment, les preuves suggèrent que Fielding a simplement élaboré à partir des articles de journaux, peut-être complétés par des rumeurs qui circulaient à propos de l'affaire.
Selon Louis Crompton, Hamilton n'a été poursuivi que pour son mariage considéré frauduleux avec Price : il n'y a aucune trace d'aucune autre poursuite. On ne sait pas si des mariages antérieurs avaient déjà eu lieu ou s'ils étaient simplement le produit de potins et de rumeurs locales.

### Télévision
La version de Fielding de l'histoire a été adaptée dans une pièce de BBC Radio 4 du même nom, mettant en vedette le comédien Sandi Toksvig. La pièce est écrite par Sheila Hannon et est diffusée pour la première fois en juin 2006.
La publication de 1813 de Henry Fielding fait l'objet d'une analyse dans un épisode de 2010 de PBS ' Antiques Roadshow intitulé « Naughty or Nice ». La diffusion comprend une gravure en couleur attribuée, peut-être à tort, à George Cruikshank qui représente Hamilton fouettée publiquement pour ses crimes.